# Sự cố đồi 192
Sự cố đồi 192 là cách gọi chính thức theo phía Quân đội Hoa Kỳ về vụ bắt cóc, hiếp dâm tập thể và sát hại Phan Thi Mao, một cô gái trẻ người Việt Nam, xảy ra vào ngày 19 tháng 11 năm 1966 bởi toán lính Hoa Kỳ trong Chiến tranh Việt Nam. Mặc dù tin tức về vụ việc được lan truyền tại Hoa Kỳ ngay sau phiên tòa xét xử những người lính, nhưng sự vụ chỉ được biết đến rộng rãi thông qua bài viết năm 1969 của Daniel Lang trên tờ The New Yorker và cuốn sách ra mắt cùng năm của ông. Năm 1970, Michael Verhoeven đã thực hiện bộ phim o.k. dựa trên vụ việc. Năm 1989, đạo diễn Brian De Palma sản xuất bộ phim Casualties of War, một tác phẩm chủ yếu dựa theo cuốn sách của Lang.

## Sự cố
Vào ngày 17 tháng 11 năm 1966, một tiểu đội gồm năm người được phân công nhiệm vụ do thám quần thể hang động quanh đồi 192 thuộc thung lũng Bồng Sơn, bị tình nghi là nơi trú ẩn của Việt Cộng.  Trung sĩ David Edward Gervase (20 tuổi) và Binh nhất Steven Cabbot Thomas (21) đã nói chuyện với ba đồng đội khác (Binh nhất Robert M. Storeby, 22 tuổi; anh em họ Cipriano S. Garcia, 21 tuổi và Joseph C. Garcia, 20) về kế hoạch bắt cóc một "cô gái xinh đẹp" trong thời gian trinh sát cho ngày mai,  và "sau 5 ngày, chúng ta sẽ giết cô ta", tuyên bố điều này "tốt cho tinh thần của tiểu đội".
Khoảng 05:00 sáng ngày 18 tháng 1, đội đi vào trinh sát một ấp nhỏ thuộc làng Cát Tường, quận Phù Mỹ để tìm kiếm đối tượng phụ nữ. Khi tìm thấy thiếu nữ khoảng 18-20 tuổi đang ngủ với gia đình trong túp lều, họ đi đến trói cổ tay cô bằng dây thừng, bịt miệng và đưa khỏi. Theo hồi tưởng của Storeby, khi cả đội rời khỏi ngôi làng, mẹ của cô gái này chạy theo van nài thả con bà và sau đó đưa cho cô một chiếc khăn rằn tạm biệt trước khi đội đi tiếp. Thomas đã dùng khăn đó để nhét vào miệng cô gái ngăn không cho kêu cứu. Sau khi cắm trại trong một cái lều (hooch) bỏ hoang, bốn trong số những người lính thay phiên nhau hãm hiếp người phụ nữ. Thomas đã dùng những hành động và lời nói để khiêu khích lòng tự ái đồng đội cùng tham gia, tuy nhiên lại không thuyết phục được Storeby. Trong lúc cô gái bị hãm hiếp, anh đã đi ra ngoài canh gác phòng Việt Cộng. Chiều tối hôm đó, sức khỏe của cô gái nhanh chóng chuyển biến xấu, cơn sốt và cơn ho đã xuất hiện. Đến sáng hôm sau, tình trạng cô ngày càng trở nên tồi tệ khiến các đồng đội Storeby thống nhất sắp xếp lại thời điểm kết liễu cô gái là ngay trong hôm đó; thi thể sẽ ném xuống từ đồi 192. Vì Storeby bị coi là mối nguy cho toàn đội bởi không tham gia vào tội ác, mọi người quyết định rằng anh sẽ là người giết Mao; sau khi Storeby và một vài người khác cùng từ chối, Thomas đã xung phong giết cô gái.
Vào 09:00 sáng ngày 19 tháng 11 năm 1966, khi cả đội đưa cô lên đỉnh đồi, họ phải tham gia vào một cuộc đọ súng với Việt Cộng. Lo lắng rằng người phụ nữ sẽ bị nhìn thấy trong đội hình, Thomas đưa cô gái vào một bụi cây và đâm cô bằng con dao săn ba lần nhưng không giết chết được. Khi cô cố gắng chạy trốn, ba trong số những người lính đã đuổi theo. Thomas bắt gặp cô gái và bắn vào đầu cô với khẩu súng trường M16. Sau khi ra tay, Gervase báo cáo với trung đội trưởng rằng một nữ Việt Cộng bị bắn chết do đội bắt gặp chạy lên đồi và không thể giữ lại.

## Hậu quả
Storeby đã quyết định báo cáo tội ác này với cấp trên. Lúc đầu, ban chỉ huy, bao gồm cả chỉ huy đại đội, không có hành động gì. Bất chấp lời đe dọa đến tính mạng bởi những người lính tham gia vào vụ hiếp dâm và giết người, Storeby vẫn quyết tâm phải khiến họ bị trừng phạt. Sự kiên trì của anh trong việc báo cáo tội ác cho các cơ quan chức năng lên cao hơn cuối cùng dẫn đến một tòa án binh chống lại bốn đồng đội của mình tại Việt Nam. Thi thể Mao đã được tìm thấy trên một tảng đá trên đồi khi đang điều tra, ở tình trạng phân hủy nặng nề. Trong quá trình tố tụng, nạn nhân được em gái cô, Phan Thị Lộc, xác định là Phan Thi Mao. Lộc cho biết sau khi chị gái mình bị những người lính đưa đi, cô và mẹ đã ráo riết tìm Mao. Với sự hỗ trợ từ chính quyền Việt Nam Cộng hòa, họ tìm thấy căn lều nơi Mao bị đưa đến, và tại đó chỉ còn lại chiếc áo ngực vấy máu; phía quân đội nhanh chóng đốt cháy cả lều. Mẹ Mao sau này đã mất tích, mà theo Loc là bởi Việt Cộng bắt cóc và buộc tội mẹ cô giúp đưa quân đội miền Nam đến một kho vũ khí ở khu vực đồi 192. Loc và cha cô sau đó chuyển đến sinh sống tại một ngôi làng cách đó vài dặm.
Trong khi xét xử, hầu hết nhân chứng đều lên tiếng ủng hộ các bị cáo bởi lý lịch trước đó của họ. Vào tháng 3 và tháng 4 năm 1967, Thomas, Cipriano Garcia và Joseph Garcia bị kết án về tội giết người không chủ đích. Gervase bị kết tội vì giết người có tính toán trước. Tại phiên tòa xét xử Thomas, người thực hiện vụ đâm và nổ súng, công tố viên yêu cầu bồi thẩm đoàn cho một bản án tử hình. Tuy nhiên, tòa đã kết án Thomas tù chung thân và phạt lao động khổ sai. Tất cả những người lính (không bao gồm Storeby) bị kỷ luật ở mức tước quân tịch.
Sau khi các bị cáo chuyển đến Hoa Kỳ, những bản án này đã được xem xét lại và giảm đi rất nhiều. Thời hạn tù của Thomas giảm xuống còn 20 năm rồi 8 năm, khiến anh đủ điều kiện để phóng thích sau một nửa thời gian đó. Thomas được tạm tha có điều kiện vào ngày 18 tháng 6 năm 1970. Tương tự, bản án ban đầu của Gervase với 10 năm lao động khổ sai đã giảm xuống còn 8. Anh ra tù sớm vào ngày 9 tháng 8 năm 1969. Năm 1968, Joseph Garcia được tha bổng sau phiên phúc thẩm bản án 15 năm đầu tiên và toà huỷ quyết định tước quân tịch Garcia với lý do vi phạm quyền công dân theo Tu chính án thứ 5, lời thú tội của anh vì thế không được ghi nhận. Án tù 4 năm của Cipriano Garcia cũng rút ngắn xuống còn 22 tháng.

## Ảnh hưởng
Hậu phiên xử án, Storeby đã nhận được lá thư tuyên dương từ Thiếu tướng John J. Tolson khi đóng vai trò quan trọng trong việc thực thi công lý trước vụ án "nghiêm trọng" và "tàn bạo" này. Suốt nhiều năm sau đó, ông phải sống với một cái tên giả để tránh bị trả thù bởi những người ông từng tố cáo. Trong cuốn Ideologies of Forgetting của Weaver (2012), tác giả nhận định quá trình Storeby đấu tranh trong khó khăn để đưa những đồng đội gây ra tội ác chịu trách nhiệm trước pháp luật chứng tỏ sự ít quan tâm của Quân đội Hoa Kỳ, hệ thống tư pháp quân đội và công chúng tới người Việt Nam, đặc biệt là phụ nữ Việt Nam đương thời. Cũng sau bài viết của Daniel Lang, người viết cho rằng dân chúng Mỹ đã không có các động thái gây sức ép lên tòa án quân sự vì sự dung túng cho hành vi này; ngược lại, Storeby còn bị một số cá nhân khiển trách bởi hành động của mình.
Năm 1969, câu chuyện đã được biết đến rộng rãi thông qua bài viết của nhà báo Daniel Lang cho tờ The New Yorker và bản in sách ra mắt cùng năm. Tên các nhân vật trong bài được đổi toàn bộ để bảo vệ nhân chứng và bị cáo. Theo tiết lộ từ tờ báo này, nhiều công ty sản xuất phim đã mua lại bản quyền tác phẩm để dựng thành phim. Vào khoảng 1970, một nhóm văn hóa phản kháng bị cáo buộc ăn cắp nội dung bài báo và làm ra bộ phim Mao, mà sau đó giành được giải thưởng tại Liên hoan phim Cannes. Công ty phim Hollywood đã kiện các nhà sản xuất vì vi phạm bản quyền. Tuy nhiên, phía tòa án xét xử ra phán quyết có lợi cho bên sản xuất Mao vì lấy nội dung theo hồ sơ vụ việc, dù tên các nhân vật rõ ràng giống với tên trong bài viết. Năm 1970, Michael Verhoeven thực hiện bộ phim o.k. dựa trên sự việc; tác phẩm sớm vướng vào bê bối khi tham dự Liên hoan phim quốc tế Berlin lần thứ 20. Geogre Stevens, đạo diễn người Mỹ kiêm chủ tịch ban giám khảo liên hoan phim, đã từ chức sau khi không thành công trong việc loại bỏ o.k. khỏi danh sách dự thi như là một tác phẩm chống lại Mỹ. Tiếp đó, toàn bộ ban giám khảo cũng giải tán và không có giải thưởng nào được trao, sau nhiều cuộc biểu tình và gây sức ép từ công chúng, truyền thông và những ứng cử viên. Năm 1972, Elia Kazan trích một phần câu chuyện của Lang để chọn làm điểm bắt đầu cho The Visitors. Tới năm 1989, Brian De Palma đạo diễn và cho ra mắt Casualties of War, một tác phẩm lấy từ cuốn sách cùng tên của Lang.